# Bokermannohyla clepsydra
Bokermannohyla clepsydra és una espècie de granota endèmica del Brasil.